# APOF
APOF (англ. Apolipoprotein F) – білок, який кодується однойменним геном, розташованим у людей на короткому плечі 12-ї хромосоми. Довжина поліпептидного ланцюга білка становить 326 амінокислот, а молекулярна маса — 35 399.
| 10         |  | 20         |  | 30         |  | 40         |  | 50         |
| ---------- |  | ---------- |  | ---------- |  | ---------- |  | ---------- |
| MTGLCGYSAP |  | DMRGLRLIMI |  | PVELLLCYLL |  | LHPVDATSYG |  | KQTNVLMHFP |
| LSLESQTPSS |  | DPLSCQFLHP |  | KSLPGFSHMA |  | PLPKFLVSLA |  | LRNALEEAGC |
| QADVWALQLQ |  | LYRQGGVNAT |  | QVLIQHLRGL |  | QKGRSTERNV |  | SVEALASALQ |
| LLAREQQSTG |  | RVGRSLPTED |  | CENEKEQAVH |  | NVVQLLPGVG |  | TFYNLGTALY |
| YATQNCLGKA |  | RERGRDGAID |  | LGYDLLMTMA |  | GMSGGPMGLA |  | ISAALKPALR |
| SGVQQLIQYY |  | QDQKDANISQ |  | PETTKEGLRA |  | ISDVSDLEET |  | TTLASFISEV |
| VSSAPYWGWA |  | IIKSYDLDPG |  | AGSLEI     |  |            |  |            |

A: Аланін

C: Цистеїн

D: Аспарагінова кислота

E: Глутамінова кислота

F: Фенілаланін

G: Гліцин

H: Гістидин

I: Ізолейцин

K: Лізин

L: Лейцин

M: Метіонін

N: Аспарагін

P: Пролін

Q: Глутамін

R: Аргінін

S: Серин

T: Треонін

V: Валін

W: Триптофан

Кодований геном білок за функцією належить до фосфопротеїнів. 
Задіяний у таких біологічних процесах, як метаболізм ліпідів, транспорт, метаболізм холестеролу, транспорт ліпідів, метаболізм стероїдів, метаболізм стеролів. 
Секретований назовні.